# Sandviken (Gemeinde)
Koordinaten: 60° 37′ N, 16° 47′ O

Sandviken ist eine Gemeinde (schwedisch kommun) in der schwedischen Provinz Gävleborgs län und der historischen Provinz Gästrikland. Der Hauptort der Gemeinde ist Sandviken.
Weitere Ortschaften sind Årsunda, Åshammar, Hammarby, Jäderfors, Järbo, Kungsgården, Österfärnebo, Storvik. Durch die Gemeinde führt die Europastraße 16 und die Eisenbahnhauptlinie Gävle – Falun.

## Geographie
Die Gemeinde erstreckt sich im Vorland des Skandinavischen Gebirges etwa 70 Kilometer von Norden nach Süden. Das Gemeindegebiet ist weitgehend ein waldbedecktes Hügelland mit ausgedehnten Feuchtgebieten im Osten und Süden der Gemeinde.
Sandviken wurde 1927 Marktgemeinde und 1943 Stadtgemeinde. Die heutige Großgemeinde wurde mit der schwedischen Gemeindereform 1971 durch großzügige Zusammenlegung der Stadtgemeinde Sandviken, der Kleinstadt (köping) Storvik und der Ortsgemeinden Järbo, Ovansjö, Årsunda und Österfärnebo geschaffen. Damals wurden auch die unterschiedlichen Gemeindetypen abgeschafft, daher verlor Sandviken seine Stadtrechte und wurde wie alle anderen schwedischen Gemeinden zur Einheitsgemeinde.
Im Norden der Gemeinde liegt der See Storsjön, an dessen Nordufer die Stadt Sandviken liegt. Am Südufer liegt Årsunda, mit einer kleinen sehenswerten Kirche aus dem 15. Jahrhundert.
Der Süden der Gemeinde ist vom Unterlauf des Dalälven geprägt, der sich zum Färnebofjärden erweitert, heute ein Nationalpark. Nördlich vom Färnebofjärden liegt das alte Kirchdorf Österfärnebo. Von Österfärnebo reicht eine Landzunge in den Dalälven, an dessen Südspitze sich das größte vorgeschichtliche Grabfeld Gästriklands mit ungefähr 185 Steinsetzungen aus dem Anfang des 5. Jahrhunderts befindet.

## Wirtschaft
Die Gemeinde ist eine traditionelle Industriegemeinde, die vom Großunternehmen Sandvik AB dominiert wird. Weitere Industrieunternehmen befinden sich in Sandviken und Storvik.

## Politik
Die Wahl zum Gemeindeparlament am 17. September 2006 ergab folgendes Ergebnis. In Klammern jeweils die Ergebnisse von 2002.
| Partei                   | Stimmen      | Prozent       | Mandate   |
| ------------------------ | ------------ | ------------- | --------- |
| Moderata samlingspartiet | 3704 (2299)  | 16,48 (10,35) | 9 (5)     |
| Centerpartiet            | 2040 (1870)  | 9,08 (8,42)   | 5 (4)     |
| Folkpartiet liberalerna  | 1329 (1901)  | 5,91 (8,56)   | 3 (5)     |
| Kristdemokraterna        | 1176 (1476)  | 5,23 (6,65)   | 2 (4)     |
| Socialdemokraterna       | 9420 (10658) | 41,92 (48,00) | 23 (25)   |
| Vänsterpartiet           | 2439 (2998)  | 10,85 (13,50) | 5 (7)     |
| Miljöpartiet de Gröna    | 673 (778)    | 3,00 (3,50)   | 1 (1)     |
| Ny Ordning (NO)          | 1263 (k. A.) | 5,62 (k.A)    | 3 (k. A.) |
| Andere                   | 425 (222)    | 1,89 (1,00)   | 0 (0)     |

Ny Ordning ist eine kommunale Partei.

## Religion
Außer der lutherischen Schwedischen Kirche ist auch die katholische Kirche in Sandviken vertreten. Das katholische Bistum Stockholm unterhält dort die Kapellengemeinde St. Heinrich (S:t Henriks Förening), eine Filiale der Pfarrei St. Paul (S:t Pauli) in Gävle.